# Gmina Summit (hrabstwo Adair)
Gmina Summit (ang. Summit Township) – gmina w USA, w stanie Iowa, w hrabstwie Adair. Według danych z 2020 roku gmina miała 978 mieszkańców.